# Reggie Quinerly
Reggie Quinerly (* 16. November 1980) ist ein US-amerikanischer Jazzmusiker (Schlagzeug, Komposition).

## Leben und Wirken
Quinerly, der aus Houston, Texas stammt, begann im Alter von acht Jahren mit dem Schlagzeugspiel. Nach dem Besuch der High School of the Performing and Visual Arts studierte er an der Mannes School of Music der New School University in New York, wo er Unterricht bei Jimmy Cobb, Lewis Nash und Kenny Washington hatte. Anschließend erwarb er den Master in Jazz-Studien an der Juilliard School, um in den folgenden Jahren mit Künstlern wie Wynton und Branford Marsalis zu spielen. Außerdem arbeitete er mit Marcus Strickland, mit dem er Vorträge im Rahmen des Programms Jazz in the Schools des Lincoln Center hielt. 2017 kehrte er als außerordentlicher Professor an die Juilliard School zurück.
Im Eigenverlag legte Quinerly 2012 das Album Music Inspired By Freedmantown vor, an dem Gerald Clayton, Mike Moreno, Tim Warfield und Vicente Archer beteiligt waren. Es folgten die Alben Invictus (2015, mit Yotam Silberstein, Christian Sands und Warren Wolf) und Words to Love (2018), mit Jaleel Shaw, Orrin Evans, Ben Wolfe sowie Melanie Charles und Milton Suggs als Gastvokalisten. Im Bereich des Jazz war er laut Tom Lord zwischen 2012 und 2022 an zehn Aufnahmesessions beteiligt, u. a. mit Matt Parker, Reggie Watkins (Avid Admirer: The Jimmy Knepper Project) und Eric Reed (Black, Brown and Blue, 2023).
Nach Ansicht von Chris May, der Quinerleys Album The Thousandth Scholar in All About Jazz rezensierte, sei dessen Spiel frisch, treibend und frei von Genre-Klischees.

## Diskographische Hinweise
- The Thousandth Scholar (2024), mit Manuel Valera, Matt Brewer, Samuel Torres